# Login:
 (octobre 2014).
Si vous disposez d'ouvrages ou d'articles de référence ou si vous connaissez des sites web de qualité traitant du thème abordé ici, merci de compléter l'article en donnant les références utiles à sa vérifiabilité et en les liant à la section « Notes et références ».
Pour les articles homonymes, voir Login.
Login: est le nom d'une revue informatique. Login: fut le premier magazine à consacrer une grande partie de ses articles à Linux dès 1999.

## Historique
La revue Amiga Dream est née en novembre 1993 à Meudon. Elle porte comme sous-titre « Tout l'univers de l'Amiga ».
Malheureusement l'Amiga commence à décliner dès le début 1994, si bien que le sous-titre devient très vite « Tout l'univers de la micro ».
En février 1996, le magazine fait une petite tentative de diversification avec un dossier sur les systèmes alternatifs (BeOS, RiscOS, Linux, NextStep) qui remporte un vif succès.
Le déclin de l'Amiga et une nécessaire reconversion (les lecteurs ayant disparu faute d'Amiga) a occasionné une diversification des sujets, avec une prépondérance pour l'information concernant les logiciels libres, GNU/Linux et les systèmes basés sur BSD, mais aussi certains autres systèmes tels qu'Atari, BeOS et MacOS, etc. C'est ainsi que la revue Amiga Dream (sous-titré « Tout l'univers de la micro »),  devient rapidement Dream (toujours sous-titré « Tout l'univers de la micro ») avec le numero 9 de Juillet-Aout 1994, puis il devient Dream avec comme sous-titre « Le magazine de la micro alternative » avec le numéro 38 en mars 1997. 
Avec le numéro 62 en mai 1999, Dream devient finalement Login:, toujours avec le même sous-titre. Dans l'éditorial du numéro précédent, il est écrit que l'informatique alternative au couple Wintel n'est plus un rêve désormais mais bel et bien une réalité, d'où le changement de nom du magazine.
Le sous-titre devient « Systèmes et programmation open source » en novembre 2001, numéro 89, puis « L'actualité de la programmation et des systèmes open source » en décembre 2004 avec le numéro 123.
Revue d'information généraliste (sur l'informatique, s'entend), des numéros thématiques étaient également consacrés aux langages de programmations (C, Python, Perl, HTML, XML, etc.). Le numéro 100 de novembre 2002 contenait deux auto-parodies du magazine : un faux numéro 1 daté de novembre 1993 qui imaginait à quoi il aurait ressemblé s'il avait traité dès sa création de tous les systèmes d'exploitation alternatifs, et un faux numéro 200 de novembre 2011 qui abordait des thèmes tels que la guerre sur Mars ou la tombée de Windows dans le domaine public.
Mise en redressement judiciaire en novembre 2005, la société éditrice Posse Press (qui publiait également PC Team) a été liquidée le 14 décembre 2005, entraînant la disparition du magazine, dont le dernier numéro paru est le 132 d'octobre 2005.